# 赖兴瓦尔德
赖兴瓦尔德（德語：Reichenwalde）是德国勃兰登堡州的市镇，隶属于奥得-施普雷县，总面积为26.32平方千米，截至2020年总人口为1156人。